# Виганд, Джон Ричард
Джо́н Ри́чард Ви́ганд (англ. John R. Wiegand) — американский физик, изобретатель, автор ряда патентов. Открыл, описал и исследовал физический феномен, названный впоследствии эффектом Виганда, который возникал в специальной «проволоке Виганда» при помещении её в магнитное поле.
Первое серьёзное коммерческое применение эффект Виганда получил в двигателях внутреннего сгорания в 1970-х годах, когда корпорация «Эхлин» — крупный производитель автозапчастей — приобрела фирму «Sensor Engineering of Hamden», Коннектикут, США. Эффект нашёл применение в датчиках положения коленвала. Кроме этого, эффект Виганда применялся в датчиках, которые устанавливались в считыватели специальных магнитных пластиковых карт контроля доступа. Существует также интерфейс Виганда, который изначально был предназначен для передачи данных между датчиком Виганда и кардридером в 1980-х годов.